# Eu Falso da Minha Vida o Que Eu Quiser
| Críticas profissionais | Críticas profissionais |
| Avaliações da crítica  | Avaliações da crítica  |
| Fonte                  | Avaliação              |
| ---------------------- | ---------------------- |
| Clique Music           | [ 1 ]                  |

Eu Falso da Minha Vida o Que Eu Quiser é o sexto álbum da carreira solo do músico brasileiro Paulinho Moska, sendo o primeiro a utilizando o nome artístico de apenas Moska.
Este disco se caracterizou por uma maior presença eletrônica, com samplers operados por Sacha Amback.

## Título e formação
| “ | "O título do disco é um enigma, que eu montei para as pessoas entenderem o que quiserem. Minha diversão é ficar no meu mundinho, bolando esses enigmas - que alguns captam, outros não. Coloquei essa questão do falso em primeiro plano porque para mim a falsidade não é negativa em si: é a possibilidade de uma nova verdade." | ” |

O álbum leva a co-assinatura do Quarteto Móbile-Moska, que é na verdade um trio, formado por Moska, Marcos Suzano (percussão) e Sacha Amback (programações). "Como eu falso da minha vida o que eu quiser, posso até inventar um quarteto que é um trio. O quarto integrante será mutante. No disco, foi o engenheiro de som Walter Costa; ao vivo, será um baixista, e isso ainda pode mudar.", disse o músico, rindo.

### Faixas
| #  | Faixa                                                      | Composição                             | Duração |
| -- | ---------------------------------------------------------- | -------------------------------------- | ------- |
| 1  | Corpo histérico                                            | Paulinho Moska                         |         |
| 2  | Um e outro                                                 | Paulinho Moska                         |         |
| 3  | Não deveria se chamar amor                                 | Paulinho Moska                         |         |
| 4  | Tudo que viveu e morreu                                    | Paulinho Moska                         |         |
| 5  | Nunca foi tarde (versão de Lover, you should've come over) | Jeff Buckley, versão de Paulinho Moska |         |
| 6  | Eu falso da minha vida o que eu quiser                     | Paulinho Moska                         |         |
| 7  | Mentiras falsas                                            | Paulinho Moska                         |         |
| 8  | Meu pensamento não quer pensar                             | Paulinho Moska                         |         |
| 9  | Oásis                                                      | Paulinho Moska                         |         |
| 10 | Um ontem que não existe mais                               | Paulinho Moska                         |         |
| 11 | Mar deserto                                                | Paulinho Moska                         |         |
| 12 | Para sempre nunca mais                                     | Paulinho Moska                         |         |
| 13 | Vênus                                                      | Paulinho Moska                         |         |